# Molnár Rózsi
Molnár Rózsi, Müller Rozina Mária (Budapest, 1876. január 11. – Budapest, Terézváros, 1945. április 28.) színésznő, a Nemzeti Színház tagja, Vidor Dezső felesége.

## Életútja
Müller József kárpitos és Szedlacsek Jozefa lánya. Az Országos Magyar Királyi Színművészeti Akadémia négy éves tanfolyamának elvégzésével 1895-ben szerzett jeles oklevele révén előbb két éven át Csóka Sándor miskolci, majd 1896–97-ben Komjáthy János debreceni társulatának elsőrendű drámai szendéjeként működött a vidéken. A Vígszínház megnyíltával ennek az intézetnek tagja lett, innen 1899-ben a Nemzeti Színházhoz szerződtették. 1924-ben vonult nyugdíjba. Szép csengésű hangja és pompás zenei érzéke révén nagyon sok népszínműben és dalos játékban énekes szerepeket is játszott.

## Magánélete
Házastársa Vidor Dezső színész, színházi rendező volt, akivel 1900. július 5-én Budapesten, a Ferencvárosban kötött házasságot.

## Fontosabb szerepei
- Melinda (Katona József: Bánk bán)
- Irén (Csiky Gergely: A proletárok)
- Vilma és Domaházyné (Herczeg Ferenc: A dolovai nábob lánya)
- Júlia (Shakespeare: Rómeó és Júlia)
- Lujza (Schiller: Ármány és szerelem)
- Boriska és Bátki Tercsi (Tóth Ede: A falu rossza)
- Cherubin és Zsuzsi (Mozart: Figaro házassága)
- Grófné (Nők barátja)
- Cyprienne (Váljunk el)
- Claire és Susanne (Vasgyáros)